# Primus pilus
Примипилът (лат. Primus pilus от primus „първи“ и pilus „от манипулата на триариите“) е най-висшият центурион в римския легион и командир на първата центурия и първата кохорта. 
Това е голяма чест, свързана с големи материални привилегии и обикновено се дава само за последната служебна година.

## Функция
Примипилът, подобно на другите командири с най-много прослужени години, е Pilus prior и командва първата центурия и кохорта. Като центурион с най-висок ранг, е говорител на центурионите и участва в съвещанията на щаба на легатите. Отговорен е за пазенето на легионерския орел. Примипилът получава от десет до тридест пъти повече от солда на обикновените легионери. Примипилът, постигнал втора служебна година, получава титлата primus pilus bis, а всички, които имат тази функция, се наричат съвкупно primipilaris.
Тази особено престижна позиция, изискваща минимална възраст от 50 години , центурионът може да получи обикновено едва през последната си година преди освобождаването му от редовна военна служба. Чрез получаването на освободителна премия от около половин милион сестерции, примипилът има след това добри шансове да се издигне в рицарското съсловие и да получи важни позиции в управлението (на провинциите). След 1. век има примери за издигането на примипил за префект на лагер (Praefectus castrorum) или трибун. Синът на примипила има също добър шанс да направи кариера в легиона като центурион с най-висок ранг или в управлението. В сравнение с другите pili, с легатите и трибуните, примипилът има четвъртото по значение място.